# Llanolebias stellifer
Llanolebias stellifer es una especie de pez de agua dulce, la única del género monoespecífico Llanolebias, de la familia de los rivulines en el orden de los ciprinodontiformes. El nombre científico deriva del español «llanos», por su distribución por la región de los Llanos. 

## Morfología
De cuerpo alargado y colorido, los machos pueden alcanzar los 7,5 cm de longitud máxima.

## Distribución geográfica
Se encuentran en ríos de Sudamérica, en la cuenca fluvial del río Orinoco en Venezuela.

## Hábitat
Viven en pequeños cursos de agua entre 22 y 27°C, de comportamiento bentopelágico y no migrador. Desovan en el fondo del agua, con cuatro meses de incubación.